# Oberea hebescens
Oberea hebescens är en skalbaggsart som beskrevs av Bates 1873. Oberea hebescens ingår i släktet Oberea och familjen långhorningar. Inga underarter finns listade i Catalogue of Life.